# Flanders Women's Open 1999
Flanders Women's Open 1999 — жіночий тенісний турнір, що проходив на відкритих кортах з ґрунтовим покриттям в Антверпені (Бельгія). Належав до турнірів 4-ї категорії в рамках Туру WTA 1999. Відбувся вшосте і тривав з 10 до 16 травня 1999 року. Несіяна Жустін Енен, яка потрапила в основну сітку завдяки вайлдкард, здобула титул в одиночному розряді й 16 тис. доларів призових.

## Фінальна частина

### Одиночний розряд
Жустін Енен —  Сара Пітковскі, 6–1, 6–2
- Це був перший титул WTA для майбутньої 1-ї ракетки світу.

### Парний розряд
Лаура Голарса /  Катарина Среботнік —  Луїс Флемінг /  Меган Шонессі, 6–4, 6–2

## Учасниці

### Сіяні пари
| Країна      | Гравчиня              | Рейтинг | Сіяна |
| ----------- | --------------------- | ------- | ----- |
| Франція     | Сара Пітковскі        | 35      | 1     |
| Люксембург  | Анна Кремер           | 40      | 2     |
| Нідерланди  | Міріам Ореманс        | 48      | 3     |
| Франція     | Алексія Дешом-Баллере | 52      | 4     |
| Італія      | Ріта Гранде           | 53      | 5     |
| Франція     | Амелі Кокто           | 55      | 6     |
| Пуерто-Рико | Крістіна Бранді       | 58      | 7     |
| США         | Джейн Чі              | 64      | 8     |

### Інші учасниці
Нижче наведено учасниць, які отримали вайлдкард на участь в основній сітці:
- Жустін Енен
- Лоранс Куртуа

Нижче наведено учасниць, що отримали вайлдкард на участь в основній сітці в парному розряді:
- Жустін Енен /  Анна Кремер

Нижче наведено учасниць, що пробились в основну сітку через стадію кваліфікації в одиночному розряді:
- Маріон Маруска
- Джанет Лі
- Хісела Рієра
- Любомира Бачева

Такі тенісистки потрапили в основну сітку як Щасливі лузери:
- Мейлен Ту
- Кім Клейстерс

Нижче наведено учасниць, що пробились в основну сітку через стадію кваліфікації в парному розряді:
- Джейн Чі /  Мейлен Ту

Такі тенісистки потрапили в основну сітку як Щасливі лузери:
- Кім Клейстерс /  Вірупама Вайдянатан